# Adventkerk (Leeuwarden)
De Adventkerk is een kerkgebouw in de Nederlandse stad Leeuwarden in de provincie Friesland.
Dit kerkgebouw van de zevendedagsadventisten in de wijk Bilgaard werd in 1980 gebouwd. In 2015 werd het 100-jarig jubileum van de Adventkerk in Friesland gevierd.